# Il Golia attende
Il Golia attende (Goliath Awaits) è una miniserie televisiva del 1981 diretto da Kevin Connor.

## Trama
Seconda Guerra Mondiale. La nave passeggeri Goliath viene affondata da un sommergibile tedesco. Decenni dopo, una nave oceanografica identifica i resti del transatlantico sul fondale dell'oceano, a una profondità di circa 300 metri dal livello del mare: lì si trovano circa 300 superstiti, che vivono nei resti del Goliath miracolosamente intatto in una società con regole e leggi proprie. A indagare sulla faccenda è il tenente della Marina Peter Cabot.

## Produzione
Gli interni della miniserie vengono girati sul posto a bordo della RMS Queen Mary in California.

## Distribuzione
La miniserie, trasmessa in syndication il 16 e 17 novembre 1981, è andata in onda per la prima volta in Italia il 27 e 28 gennaio 1985 in prima serata su Canale 5.